# Anatomia de um Crime
Anatomy of a Murder (prt/bra: Anatomia de um Crime) é um filme estadunidense de 1959, dos gêneros drama e suspense, dirigido por Otto Preminger, com roteiro baseado no romance Anatomy of a Murder, de John D. Voelker.

## Sinopse
Frederick Manion é um tenente acusado de assassinato de um homem que supostamente teria estuprado Laura, a  sua esposa. O promotor afirma que a alegação é falsa, e que o homem fora assassinado porque estava tendo um caso com Laura, e o militar o matara num acesso de ciúmes. Inicialmente, o advogado Paul Biegler se recusa a defendê-lo, mas acaba mudando de ideia.

## Elenco
- James Stewart .... Paul Biegler
- Lee Remick .... Laura Manion
- Ben Gazzara .... tenente Manion
- Arthur O'Connell .... Parnell McCarthy
- Eve Arden .... Maida Rutledge
- Kathryn Grant .... Mary Pilant
- George C. Scott .... Claude Dancer
- Orson Bean .... dr. Smith
- Russ Brown .... sr. Lemon
- Murray Hamilton .... Paquette
- Brooks West .... Mitch Lodwick
- Ken Lynch .... sargento Durgo
- Joseph N. Welch .... juiz Weaver

## Principais prêmios e indicações

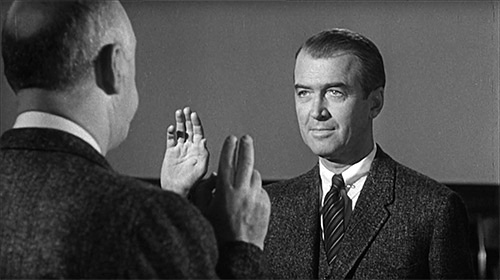
O protagonista James Stewart em cena do filme.

| Premiação               | Categoria                                     | Recipiente       | Resultado                   |
| ----------------------- | --------------------------------------------- | ---------------- | --------------------------- |
| Oscar 1960              | Melhor filme                                  |                  | Indicado                    |
| Oscar 1960              | Melhor ator                                   | James Stewart    | Indicado                    |
| Oscar 1960              | Melhor ator coadjuvante                       | Arthur O'Connell | Indicado                    |
| Oscar 1960              | Melhor ator coadjuvante                       | George C. Scott  | Indicado                    |
| Oscar 1960              | Melhor fotografia                             | Sam Leavitt      | Indicado                    |
| Oscar 1960              | Melhor edição                                 | Louis Loeffler   | Indicado                    |
| Oscar 1960              | Melhor roteiro adaptado                       | Wendell Mayes    | Indicado                    |
| BAFTA 1960              | Melhor filme                                  |                  | Indicado[carece de fontes?] |
| BAFTA 1960              | Melhor ator estrangeiro                       | James Stewart    | Indicado[carece de fontes?] |
| BAFTA 1960              | Melhor ator/atriz em ascensão                 | Joseph N. Welch  | Indicado[carece de fontes?] |
| Festival de Veneza 1959 | Melhor ator                                   | James Stewart    | Venceu[carece de fontes?]   |
| Festival de Veneza 1959 | Melhor filme                                  |                  | Indicado[carece de fontes?] |
| Grammy Awards 1959      | Melhor trilha sonora para cinema ou televisão | Duke Ellington   | Venceu                      |
| Globo de Ouro 1960      | Melhor filme - drama                          |                  | Indicado                    |
| Globo de Ouro 1960      | Melhor atriz - drama                          | Lee Remick       | Indicado                    |
| Globo de Ouro 1960      | Melhor diretor                                | Otto Preminger   | Indicado                    |
| Globo de Ouro 1960      | Melhor ator coadjuvante                       | Joseph N. Welch  | Indicado                    |
| Laurel Awards 1960      | Melhor drama                                  |                  | Venceu[carece de fontes?]   |
| Laurel Awards 1960      | Melhor ator dramático                         | James Stewart    | Venceu[carece de fontes?]   |
| Laurel Awards 1960      | Melhor ator coadjuvante                       | Arthur O'Connell | Venceu[carece de fontes?]   |
| Prêmio NYFCC 1959       | Melhor ator                                   | James Stewart    | Venceu[carece de fontes?]   |
| Prêmio NYFCC 1959       | Melhor roteiro                                | Wendell Mayes    | Venceu[carece de fontes?]   |